# 4-나이트로벤조산
4-나이트로벤조산(영어: 4-nitrobenzoic acid)은 화학식이 C6H4(NO2)CO2H인 유기 화합물이다. p-나이트로벤조산(영어: p-nitrobenzoic acid), 파라-나이트로벤조산(영어: para-nitrobenzoic acid)이라고도 한다. 4-나이트로벤조산은 밝은 노란색 고체이다. 4-나이트로벤조산은 폴산과 마취제인 프로카인의 전구체인 4-나이트로벤조일 클로라이드의 전구체이다. 또한 4-나이트로벤조산은 4-아미노벤조산의 전구체이기도 하다.

## 제조
4-나이트로벤조산은 산소 또는 다이크로뮴산염을 산화제로 사용하여 4-나이트로톨루엔을 산화시켜 제조한다.
|  |

또한 폴리스타이렌의 질화에 이어 알킬 치환기의 산화에 의해 제조된다. 이 방법은 중합체 골격에 의한 오르토 위치의 입체적 보호로 인한 개선된 파라/오르토 선택성으로 진행된다.

## 안전성
4-나이트로벤조산의 쥐에서의 LD50은 1960 mg/kg이다.

## 같이 보기
- 나이트로벤조산
- 2-나이트로벤조산
- 3-나이트로벤조산